# Cubillo del Campo
Cubillo del Campo és un municipi de la província de Burgos a la comunitat autònoma de Castella i Lleó. Forma part de la comarca d'Alfoz de Burgos. El 2015 va tenir 100 habintants.

## Geografia
Cubillo del Campo és una localitat espanyola situada en el sud-est de la província de Burgos, a uns 22 km de la capital. La seva població era de 102 habitants l'any 2021, segons l'Institut Nacional d'Estadística (INE), i té una extensió total de 14,06 km².

## Economia
La població de Cubillo del Campo s'ha dedicat tradicionalment a l'agricultura, la ramaderia i a l'extracció de pedra. La pedra extreta en aquesta localitat ha servit per a la construcció de la catedral de Burgos, entre altres monuments, com són el castell de Burgos, l'arc de Santa Maria, la Casa del Cordón o el monestir de San Pedro de Arlanza (Sant Pere d'Arlanza). Dins del terme municipal, a més es troben dues plantes d'extracció de grava, a més d'una granja avícola, localitzada a les instal·lacions d'un antic campament militar.

## Turisme
Cubillo del Campo està comunicat mitjançant la carretera nacional N-234, que comunica Sagunt i Sarracín, tot i que localment és coneguda com a la carretera de Soria. Aquesta població està situada enmig de diverses rutes de senderisme rural, com són la Ruta del Buen Conde o la Ruta del Cid. La seva oferta hotelera es redueix al Bar "La Plaza", situat a la Plaza de Santa Ana, al centre de la vila. Com a curiositat, Cubillo del Campo posseeix l'espasa Tisó més gran del món. amb una longitud de 60 metres. Aquesta espasa (coneguda en castellà com a Tizona) és famosa per ser una de les espases del Cid. El monument està format per pedres blanques que van ser col·locades pels veïns d'aquesta població l'any 2007.

## Política
El seu actual alcalde és Francisco Javier Llama Navarro (Partit Popular), des de l'any 2018 (després de la dimissió en el càrrec de l'anterior alcalde) i reescollit l'any 2019. Els últims alcaldes d'aquesta població han estat Jesús Navarro (2007-2018), Benjamín Alzaga (2003-2007), Carmelo Navarro (1995-2003), Daniel Blanco (1991-1995) o Ángel del Pino (1983-1991).

## Associacions
Actualment, hi ha dues associacions de veïns a Cubillo del Campo. Aquestes són l'associació de jubilats Santa Ana i l'associació Amigos de Cubillo del Campo, que s'encarreguen d'organitzar activitats culturals durant tot l'any. Entre els eventes organitzats, destaquen el Día de la Asociación, que se celebra normalment el primer o segon dissabte del mes d'agost. Durant aquesta època de l'any, els habitants d'aquesta població augmenten significativament, degut a la presència de residents i estiuejants. Aquest dia, els principals membres col·laboradors de l'associació s'encarreguen de preparar un àpat per a tot el poble, i per la tarde es desenvolupen diferents activitats culturals i una competició d'atletisme en modalitat cross, organitzada per l'ex-campió del món de marató en categoria de veterans, Félix Hernando. Durant les festes patronals (Santa Marina, 18 de juliol), l'associació Amigos de Cubillo del Campo organitza un concurs de disfresses i col·labora en la preparació d'un àpat popular.

## Festes i costums
La patrona d'aquesta població és Santa Marina. La seva festivitat se celebra el 18 de juliol, dia en el qual se celebra la festa patronal. Entre els actes, es fa una petita processió en la qual Santa Marina és portada a les espatlles dels joves de la vila. A més, es fan diversos actes culturals i de lleure en els quals poden participar tots els habitants, com per exemple exposicions artístiques i campionats de cartes i jocs populars, a més de diferents actuacions musicals de nit. Per altra banda, des de l'any 2004, se celebra tradicionalment un àpat popular, en el qual participen tots el presents a Cubillo del Campo i a les poblacions de l'entorn.
El 15 de maig, se celebra el dia de Sant Isidre Llaurador, patró dels agricultors. Aquesta festivitat comença amb una missa en honor del sant i continua amb un àpat de germanor entre tots els habitants del poble.
A més, l'últim dissabte del mes d'agost se celebra el tradicional dia d'acció de gràcies. Els actes que es realitzen són una missa al migdia i un sopar de germanor de nit. Aquest sopar és preparat i servit pels joves del poble. Tot i que antigament aquest sopar tenia lloc a la bolera, darrerament ha tingut lloc al berenador municipal, situat darrere l'antiga escola.

## Demografia
| 1842 | 1857 | 1860 | 1877 | 1887 | 1897 | 1900 | 1910 | 1920 | 1930 | 1940 | 1950 | 1960 | 1970 | 1981 | 1991 | 1996 | 2001 | 2004 | 2005 | 2006 | 2007 | 2008 | 2011 | 2012 | 2013 | 2014 | 2015 | 2016 | 2017 | 2018 | 2019 | 2020 |
| ---- | ---- | ---- | ---- | ---- | ---- | ---- | ---- | ---- | ---- | ---- | ---- | ---- | ---- | ---- | ---- | ---- | ---- | ---- | ---- | ---- | ---- | ---- | ---- | ---- | ---- | ---- | ---- | ---- | ---- | ---- | ---- | ---- |
| 115  | 198  | 209  | 219  | 227  | 231  | 230  | 283  | 246  | 253  | 273  | 309  | 245  | 160  | 86   | 76   | 76   | 80   | 76   | 79   | 85   | 93   | 101  | 102  | 103  | 98   | 99   | 100  | 104  | 93   | 95   | 92   | 99   |